# Kup europskih prvaka 1988./89. (vaterpolo)
Ovo je dvadeset i šesto izdanje Kupa europskih prvaka.
Četvrtzavršnica
- Catalunya (Španjolska) - Alphen (Nizozemska) 7:3, 4:4 (ukupno 11:7)
- ČH Košice (Čehoslovačka) - Spandau (Njemačka) 6:12, 7:14 (ukupno 13:26)
- Marseille (Francuska) - Partizan (Jugoslavija) 6:8, 8:14 (ukupno 14:22)
- Posillipo (Italija) - Ferencváros (Mađarska) 7:9, 13:14 (ukupno 20:23)

Poluzavršnica
- Ferencváros - Catalunya 6:5, 7:9 (ukupno 13:14)
- Partizan - Spandau 7:7, 5:7 (ukupno 12:14)

Završnica
- Spandau - Catalunya 11:10, 11:11 (ukupno 22:21)

- sastav Spandaua (četvrti naslov): Peter Röhle, Raúl de La Peña, Piotr Bukowski, Schneider, Armando Fernández, Ehrl, Kison, Will, Hagen Stamm, Reimann, Dirk Theissmann, Kusch, Priefer